# Punkt-till-punkt (telekommunikation)
Inom telekommunikation, avser en punkt-till-punkt-förbindelse en kommunikation endast mellan två noder eller ändpunkter. Ett exempel är telefonsamtal, där en telefon är ansluten till en annan, och det som sägs av den uppringande kan bara höras av denne. Ett annat exempel är PPP-protokollet via modem eller liknande.